# Італієць, літературні аркуші
Італієць, літературні аркуші  (італ. L'italiano, підзаголовок: італ. Foglio letterario, фр. L'Italien, feuille littéraire) — політичний журнал, що виходив 1836 року у Парижі під керівництвом Мішеля Аккурсі (фр. Michele Accursi). Мав безкоштовний додаток.
Заснований політичними емігрантами з Апеннінського півострова.

## Історія існування
Журнал був створений після заснування у квітні 1836 року «Молодої Європи» політичними емігрантами з Апеннінського півострова на чолі із Джузеппе Мадзіні. Підзаголовок часопису був обумовлений намаганням уникнути претензій французької цензури.
Заснований у Парижі у травні 1836 року за ініціативи римського вигнанця Мішеля Аккурсі. Серед його співробітників були Джузеппе Мадзіні, Ніколо Томмазео (італ. Niccolò Tommaseo), Луїджі Чікконі, Енріко Майер (італ. Enrico Mayer), Франческо Оріолі (італ. Francesco Orioli), Філіп Угоні (італ. Filippo Ugoni), Анджело Узігліо (італ. Angelo Usiglio), Агостіно Руффіні (італ. Agostino Ruffini) і Густаво Модена.
У журналі було надруковане есе Джузеппе Мадзіні «Філософія музики».
Журнал припинив існування через шість місяців у зв'язку зі «справою Tommaseo», що був запідозрений у шпигунстві .